# In the Land of Blood and Honey
In the Land of Blood and Honey (alternativ Liebe in Zeiten des Krieges) ist ein US-amerikanischer Spielfilm aus dem Jahr 2011 und zugleich das Debüt von Schauspielerin Angelina Jolie als Regisseurin und Drehbuchautorin.
Der Film feierte seine Weltpremiere am 5. Dezember 2011 in der School of Visual Arts in New York City. Die Europapremiere folgte am 12. Februar 2012 bei den Internationalen Filmfestspielen in Berlin, jedoch außerhalb des Wettbewerbs. In Sarajevo, dem Schauplatz der Handlung, wurde der Film am 14. Februar 2012 vorgestellt.

## Handlung
Anfang der 1990er Jahre begegnen sich der serbische Polizist Danijel und die bosnisch-muslimische Künstlerin Ajla in einem Tanzlokal. Sie fühlen sich voneinander angezogen, tanzen und lachen miteinander. Doch der vergnügliche Abend findet ein jähes Ende, als unter den tanzenden Menschen eine Bombe explodiert. Danijel und Ajla bleiben unversehrt, als bald darauf jedoch der Bürgerkrieg über ganz Jugoslawien ausbricht, werden sie voneinander getrennt. Danijel wird als Soldat in die Armee der bosnischen Serben eingezogen, wo er fortan unter dem Befehl seines Vaters, dem islamfeindlichen General Nebojša Vukojević, dient. Ajla wird einige Monate später aus dem Apartment, das sie sich mit ihrer Schwester Lejla und deren Kind teilt, von serbischen Bürgerkriegsmilizen verschleppt und in ein Internierungslager gebracht, in dem Vergewaltigung, Folter und die Herabwürdigung bosnischer Frauen auf der Tagesordnung stehen. Unter den Gefängnisaufsehern trifft sie Danijel wieder. Dieser ist bemüht, sich den Respekt seines Vaters zu verdienen, versucht jedoch zur gleichen Zeit, Ajla vor den anderen Soldaten zu beschützen, indem er sie in ein Einzelzimmer sperrt und ihr die Aufgabe gibt, Porträts seiner Kameraden zu zeichnen. Obwohl zwischen beiden nach wie vor eine große Anziehung besteht, wird die Situation zur Belastungsprobe für ihre Beziehung, da sich ihre Beweggründe verändert haben und Kalkül, Misstrauen und Angst sich zwischen sie drängen. Danijels Vater ist mit der Beziehung des Sohnes mehr und mehr unzufrieden, fordert ihn auf diese zu beenden. Es gipfelt in einer Vergewaltigung Ajlas, die von Danijels Vater befohlen wird. Mehr und mehr entfremden sich Danijel und Ajla. Nach einem Bombenanschlag auf ihn, wirft er Ajla vor, diesen organisiert zu haben und erschießt sie im Affekt.

## Hintergrund
Hinter dem Filmtitel verbirgt sich ein Wortspiel, nämlich das türkische Wort für Honig (bal) und das türkische Wort für Blut (kan), also Balkan.
Der kroatische Journalist James Braddock beschuldigte Jolie, bei der Verfassung des Drehbuchs aus seinem Buch The Soul Shattering (2007) abgeschrieben zu haben und reichte Klage ein. Jolie wies den Plagiatsvorwurf zurück. Sie habe sich durch viele Bücher und Dokumentationen beeinflussen lassen, das Werk Braddocks gehöre jedoch nicht dazu, da sie es nicht kenne.
Anfänglich plante Jolie den Film in den Studios von Pink Films International in Belgrad zu drehen – also in Serbien. Nachdem die Verhandlungen mit dem Besitzer Željko Mitrović in der ersten Jahreshälfte 2010 gescheitert waren, wich sie auf Bosnien und Herzegowina aus.
Die Dreharbeiten begannen im Oktober 2010. Nach dem Durchsickern von Teilen der Filmhandlung kam es zu Protesten der bosnischen Association of Women Victims of War gegen die Dreharbeiten; das Kulturministerium der muslimisch-kroatischen Föderation entzog Jolie die Drehgenehmigung für Sarajevo. Der Film wurde deshalb schließlich größtenteils in Budapest sowie in Esztergom (beide in Ungarn) gedreht.
Der Film ist ausschließlich mit Schauspielern besetzt, die aus dem ehemaligen Jugoslawien stammen und den Bosnienkrieg zum Teil selbst erlebten. Zudem wurde neben der englischen Version auch eine Version in den Muttersprachen der Schauspieler gedreht.

## Kritiken
„Es ist schließlich egal, dass dieser Film sehr einem Abschlussfilm eines mittelmäßigen Akademiestudenten ähnelt, in seiner Machart, die in jedem Moment einem Rezeptbuch entsprungen scheint. Es ist egal, dass eine sehr einseitige Darstellung der Ereignisse als Faden des Films ausgesucht wurde – wie sonst soll Völkermord filmisch nachgestellt werden? Es ist schließlich egal, dass der Film übersättigt an Momenten ist, die aus Holocaust-Filmen von Pakula, Spielberg oder Polanski geborgt werden, ohne einen anderen Zweck zu erfüllen, als im Dienste der Dramaturgie treu zu dienen. Will dieser Film überhaupt ein Film sein, oder bloß ein politischer Akt, ein Statement? […] Es ist wichtiger zu bemerken, dass Jolie definitiv weiß, was sie tut. Dass sie Bilder aufstellt, um sie zu demontieren. […] Ja, Jolie glaubt an die Macht der Bilder und weiß, diese zu instrumentalisieren. Aber, hier auch, es wäre doch paradoxal, wenn es nicht so wäre, ist sie doch selbst in erster Linie ein mediales Bild. Leider glaubt sie auch daran, dass ihr Film ein Melodram sein könnte. Aber das kann er nicht, denn er verbietet es sich selbst.“

„Mit dem Antikriegsfilm In the Land of Blood and Honey ist Hollywood-Star Angelina Jolie ein beeindruckendes Debüt als Regisseurin gelungen. […] Ihr Film fesselt als bewegende Studie darüber, wie Krieg und Gewalt Persönlichkeiten aus der Bahn werfen und alle Menschlichkeit zerstören. Die Geschichte […] hat viele starke Momente. Jolie beweist neben ihrem Sinn für kluge szenische Arrangements Feingefühl als Schauspielführerin. Zana Marjanovic in der Rolle der Ajla und Goran Kostic als Danijel gelingen unter ihrer Anleitung facettenreiche Charakterstudien. Dennoch überzeugt der Film nicht durchgehend. Denn manche Entwicklung wirkt unglaubwürdig, manche Handlungen der Protagonisten sind nicht nachvollziehbar. Diese Ungenauigkeiten treffen insbesondere die Figur der Ajla: Es ist nicht deutlich herausgearbeitet, ob ihr Verhalten allein von ihrem persönlichen Kampf ums nackte Überleben geprägt ist. Mehrfach hat es den Anschein, sie handele im Auftrag von Partisanen, die aus Verstecken heraus mit Waffengewalt und Attentaten gegen die so genannten ethnischen Säuberungen, die Ermordung von zig Tausenden, kämpfen. […] Positiv zu bemerken ist, dass Jolie jeglichen Anflug von Kitsch vermeidet. Auf die Mitwirkung von Schauspielstars hat sie bewusst verzichtet und den Film in englischer und serbo-kroatischer Sprache gedreht. Deshalb wirkt ihr Ansinnen, das Grauen aller Kriege und jedweder Gewalt von Menschen gegen Menschen anzuklagen, glaubwürdig.“

„Man kann nicht sagen, das Jolie ihr Regiedebüt nicht ernst nimmt. In the Land of Blood and Honey zeigt sich als überaus ernster Versuch ihre humanistische Position in die Sprache des Films zu übersetzen. Dabei fährt die Regisseurin zweigleisig. Einerseits zeigt sie die Schrecken und Sinnlosigkeiten des Krieges, andererseits gibt sie ein vehementes Plädoyer für Menschlichkeit, dass sie vor allem mit der zerrissenen Figur Danjiels zu verkörpern versucht. Dabei bleibt es aber. Über einen gut gemeinten und angestrengten Versuch geht der Film nicht hinaus. Eine solche Balance, die Jolie hier anstrebt, nämlich bei allem Grauen, den differenzierten Menschen hinter dem Monster zu sehen – dafür ist Jolies Protagonist nicht differenziert genug dargestellt. Als einzige Motivation für seine Beteiligung an den Greueltaten, stellt sie ihm einen faschistisch-wahnsinnigen Vater zur Verfügung und portraitiert ihn als sensiblen Charakter, der sich nicht erwehren kann. Das Ganze ist allerdings eine recht dünne Rechtfertigungsgrundlage und löst bei Weitem nicht die Bandbreite an Gefühlen aus, wie beispielsweise Ralph Fiennes infamer Charakter des KZ-Kommandanten Amon Göth in Schindlers Liste es vermochte. Überhaupt verliert sich der Film irgendwann in den hochgradig stilisierten Bilder und den massiven und oft gezeigten Gewaltakten gegen die die relativ dünne Geschichte nicht ankommt. Die Greueltaten, mit denen Jolie, so scheint es zumindest, ein dringendes Plädoyer für Menschenrechte an das Publikum richten will, haben, im Gegensatz zu anderen Kriegsfilmen, einen starken Fokus auf das Leid der Frauen, die schon allein aufgrund ihres Geschlechts zu Opfern werden, noch bevor sie für ihre Herkunft oder Glaubenszugehörigkeit ausradiert werden. Ob ihre Botschaft allerdings bei allen Zuschauern ankommt, hängt eindeutig vom Einzelnen ab und davon, wie viel und wie lang er sich diese brutalen Bilder überhaupt antun kann. Zimperlich sollte man beim Besuch von In the Land of Blood and Honey auf jeden Fall nicht sein.“

„Es ist Angelina Jolie, die auch das Drehbuch geschrieben hat, hoch anzurechnen, dass sie Kitsch weitestgehend vermeidet und die Beziehung der beiden in ihrer ganzen Hoffnungslosigkeit und Brutalität zeigt. Auch die Darstellung des Kriegs lassen es an Drastik nicht mangeln. Wuchtig, aber doch konzentriert setzt sie die Kriegsgreuel in Szene. […] Manchmal jedoch überspannt sie den Bogen. Dann entsteht der Eindruck, dass sie ein wenig zu pflichtbewusst Gewaltakt an Gewaltakt reiht. Und wenn sie ihre Figuren die Fakten des Kriegs referieren lässt, wirkt der Film wie eine belehrende Geschichtsstunde. Dennoch bleibt unterm Strich ein erstaunlich konzentrierter Film, der für ein Regiedebüt eines Hollywood-Stars überraschend unprätentiös daherkommt.“

„An In The Land Of Blood and Honey ist so vieles falsch! Die Grausamkeiten – von Massenvergewaltigung über menschliche Schutzschilde bis hin zu Babys, die von Balkonen geworfen werden – sind so drastisch, dass der Film nur kurz vor Kriegspornographie stehen bleibt. […] Dazu kommen handwerkliche Schwächen: die Nebenfiguren tauchen auf und verschwinden, wie es dem Plot zur emotionalen Manipulation gerade in den Kram passt und die beiden Hauptfiguren simulieren nur eine Entwicklung in ihrer Beziehung zueinander. […] Man mag Angelina Jolie hoch anrechnen, dass sie für ihr Regiedebüt keine Eitelkeitsshow abzieht und sich an einem grausamen, deprimierenden Kriegsfilm versucht, aber auch für Miss Jolie gilt letzten Endes: gut gedacht ist nicht gut gemacht.“

„In seiner Darstellung des Krieges lässt In the Land of Blood and Honey nichts aus. Der Film zeigt Exekutionen, Massaker und Massengräber, über deren Leichenberge Planierraupen fahren. Die Internierungslager erscheinen als wiedererstandene KZs. Angelina Jolie zeigt aber eben auch, dass dies ein Krieg der Männer gegen die Frauen ist. Sie zeigt nicht, wie Gewalt entsteht. Aber sehr drastisch, wohin sie im Verhältnis zwischen den Geschlechtern führt. […] Um nur ja alles plastisch hervortreten zu lassen, macht [der Film] vieles überdeutlich. In der Bildenden Kunst kennt man den Begriff von der ‚Pathosformel‘. In einem wörtlicheren Sinn, als er ihn dort besitzt, passt das Wort auch hier. Damit der Zuschauer berührt wird, ist alles sehr kräftig gezeichnet. Nichts bleibt ausgespart. Um sicher zu gehen, dass auch jeder alles versteht, werden pathetische Formeln bemüht. […] Erkennbar der Film einer Schauspielerin. Gesten, Sprache, Mimik stehen ganz im Dienste ‚starker‘ Bilder, die der Anklage und schließlich einer Selbstanklage dienen. Täter und Opfer des Krieges als Individuen kenntlich zu machen, ist ja nun wirklich nicht wenig.“

## Auszeichnungen
- 2011: Auszeichnung mit dem Heart of Sarajevo Award beim Sarajevo Film Festival
- 2012: Auszeichnung mit dem Stanley Kramer Award bei den Producers Guild of America Awards
- 2012: Nominierung in der Kategorie als Bester fremdsprachiger Film bei den Golden Globe Awards 2012
- 2012: Auszeichnung in der Kategorie Bester ausländischer Film bei den NAACP Image Awards
- 2012: Nominierung in der Kategorie Beste Filmregie bei den NAACP Image Awards